# Bissy-sur-Fley
Bissy-sur-Fley é uma comuna francesa na região administrativa de Borgonha-Franco-Condado, no departamento Saône-et-Loire. Estende-se por uma área de 4,73 km². Em 2010 a comuna tinha 93 habitantes (densidade: 19,7 hab./km²).